# Gabriele Simeoni

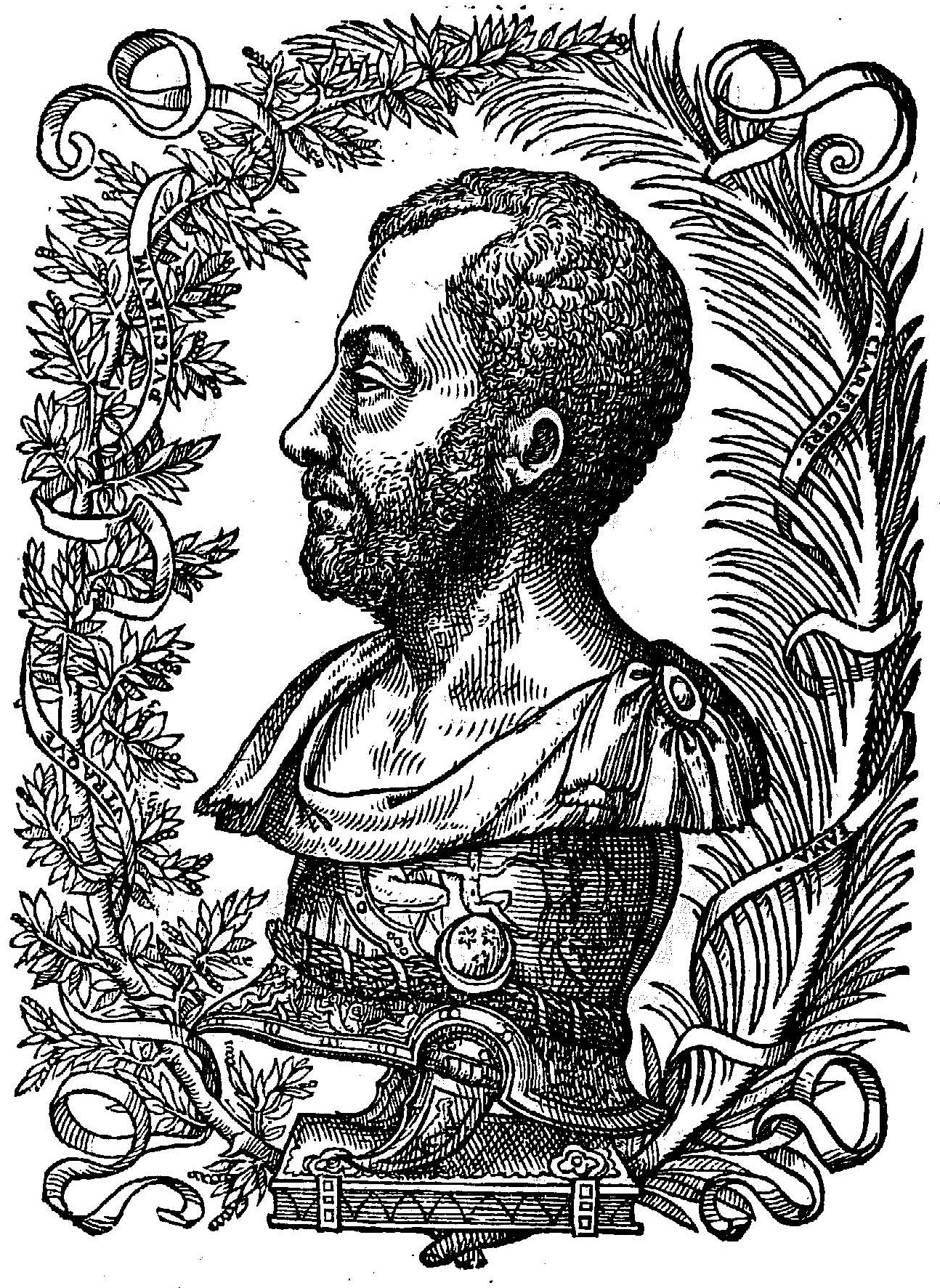
Gabriele Simeoni, Porträt aus seinen Illustratione de gli epitaffi.

Gabriele Simeoni (* 25. Juli 1509 in Florenz; † 1575 in Turin), oft auch Symeoni geschrieben, war ein italienischer Humanist, Dichter, Übersetzer, Militärtheoretiker und Astrologe.
Nach anfänglicher Förderung durch Cosimo I. de’ Medici, dem er einige seiner frühen Werke widmete, war der aus Florenz stammende Simeoni im Verlauf seiner unsteten Biographie im Dienst verschiedener italienischer und französischer Herrscher. Nach Vorwürfen der Häresie flüchtete Simeoni nach Südfrankreich. Mehrere seiner späten Werke erschienen (in italienischer und teilweise lateinischer Sprache) in der damals für die Buchproduktion bedeutsamen Stadt Lyon.
Neben seinen astrologischen Werken und Übersetzungen antiker Autoren wie Ovid gehört er durch seine Tätigkeit als Herausgeber, Übersetzer und Kommentator von Werken des Paolo Giovio und Guillaume du Choul als wichtiger Beiträger zur Geschichte der Imprese und des Emblems.

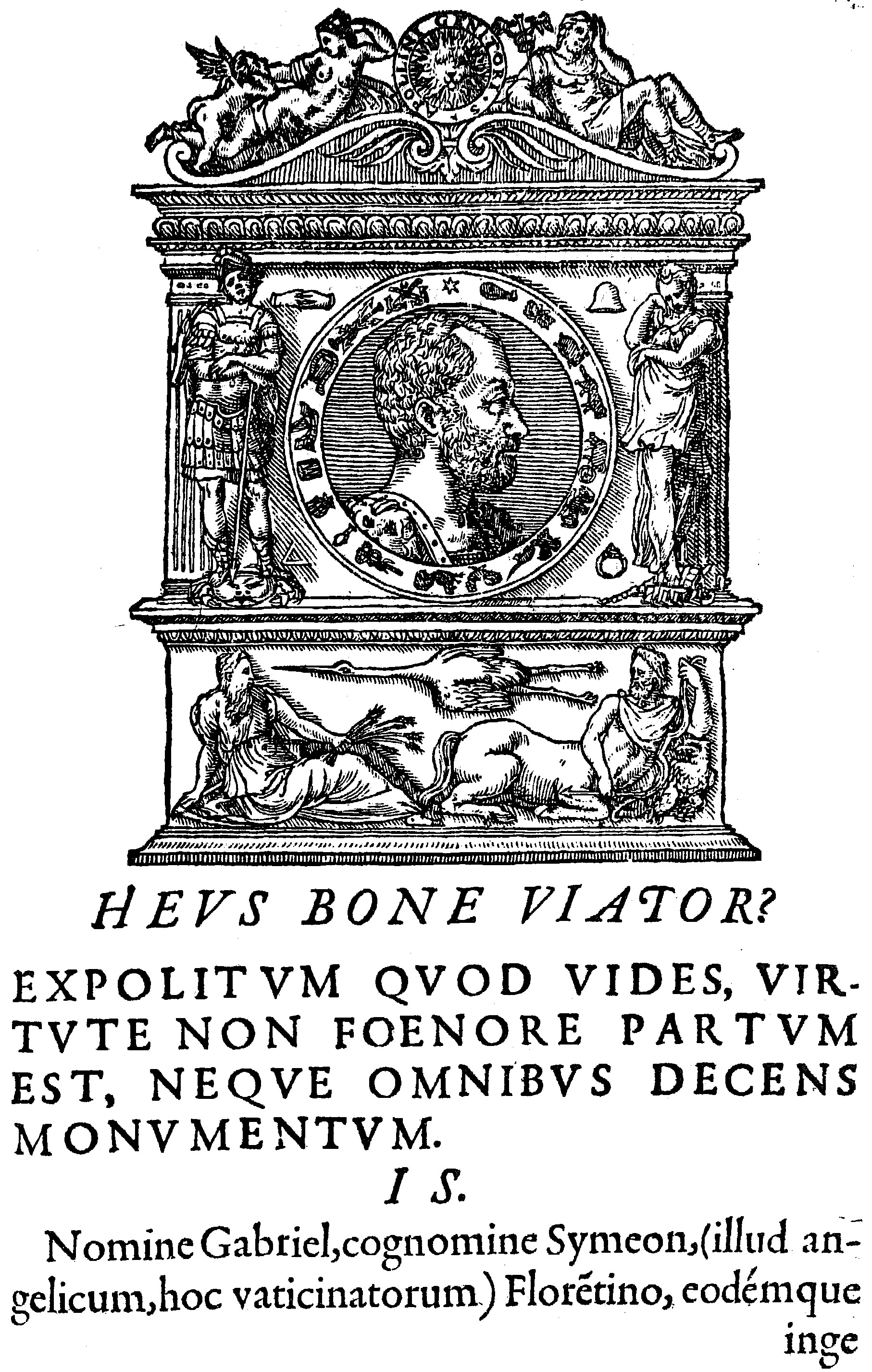
Druckgraphisches Epitaph für Gabriele Simeoni

## Ausgewählte Werke
- Le 3 parti del campo de primi studii di Gabriel Symeoni fiorentino. Al magnanimo et ottimo s. Cosimo de Medici duca 2. di Fiorenza. Comino da Trino di Monferrato, Venedig 1546.
- Comentarii di Gabriello Symeoni fiorentino sopra alla tetrarchia di Vinegia, di Milano, di Mantoua, et di Ferrara, al sereniss. principe di Vinegia. Comino da Trino di Monferrato, Venedig 1546 (zweite Ausgabe 1548).
- Illustratione de gli epitaffi et medaglie antiche. Giovanni di Tournes, Lyon 1558.
- Le sententiose imprese, et Dialogo del Symeone. Con la verificatione del sito di Gergobia, la geografia d’Ouernia, la figura & tempio d’Apolline in Velay: & il suo hieroglyfico monumento, natiuità, vita & epitaffio. Gulielmo Rouiglio, Lyon 1560.
- Dialogo pio et specvlativo, Con diuerse sentenze, Latine & uolgari. Gulielmo Rouiglio, Lyon 1560.

## Ausgewählte Übersetzungen
- Discorso sopra la castrametatione, et disciplina militare de romani, composto per il S. Guglielmo Choul, gentilhomo Lionese, ... Con i Bagni, & essercitij antichi de greci, & romani, et tradotto in lingua toscana per M. Gabriel Symeoni. Gulielmo Rouiglio, Lyon 1555 (zweite Ausgabe 1569).
- La vita et Metamorfoseo d’Ovidio, figurato & abbreuiato in forma d’epigrammi da M. Gabriello Symeoni. Con altre Stanze Sopra gl’effetti della Luna: il Ritratto d’una fontana D’Ouernia: & un’Apologia generale nella fine del libro. Giovanni di Tournes, Lyon 1559.
- Dialogo dell’imprese militari et amorose di monsignor Giouio vescouo di Nocera; et del S. Gabriel Symeoni Fiorentino. Con un ragionamento di M. Lodouico Domenichi, nel medesimo soggetto. Gulielmo Rouiglio, Lyon 1574.